# Round Island, Scillyöarna
Round Island är en ö i Storbritannien.   Den ligger i Scillyöarna och riksdelen England, i den södra delen av landet, 500 km väster om huvudstaden London.
Terrängen på Round Island är mycket platt.